# ジェフ・スミス (ボクサー)
ジェフ・スミス（Jeff Smith、1891年4月23日 - 1962年2月3日）は、アメリカ合衆国ニューヨーク市生まれのプロボクサー。元オーストラリア公認世界ミドル級チャンピオン。生涯600戦以上を戦ったと言われる技巧派。

## 略歴
卓抜した技巧派だった。1914年3月14日、エディ・マッグーティに判定で勝ってオーストラリア公認世界ミドル級王者となる。2度防衛後の1914年11月28日、ミック・キングに敗れ王座を失うが、同年12月26日の再戦で奪回した。
その後は2度の防衛を成功させたが、1915年5月23日、一度は勝ったことのある豪州の天才レス・ダーシーに2回反則負けで王座を譲り渡した。1927年引退。引退後は陸軍学校のコーチとなった。

## 通算戦績
178戦99勝（50KO）9敗3引分け65無判定2無効（判明分のみ）